# Bulevardul Ferdinand din Constanța
Bulevardul Ferdinand este un principal bulevard din centrul Constanței, care face legătura între Gara Constanța și Str. Mircea cel Bătrân. Poartă numele regelui Ferdinand I și în perioada comunistă a avut numele de Bd. Republicii, făcându-se aluzie la Republica Socialistă România de atunci.
 Acest articol despre o localitate din județul Constanța este deocamdată un ciot. Puteți ajuta Wikipedia prin completarea lui.